# Stora Levene
Stora Levene est une localité de Suède située dans la commune de Vara du comté de Västra Götaland. Elle couvre une superficie de 1,01 km2. En 2010, elle compte 761 habitants.